# F1 22
『F1 22』は、コードマスターズが開発し、EAスポーツより2022年7月1日に世界同時発売のF1公式ゲームである。Microsoft Windows，PlayStation 4，PlayStation 5，Xbox One，Xbox Series X/S向けの2022年F1世界選手権及び2022年のFIA F2選手権の公式ゲーム。
今回はマイアミ・アブダビ・カタルーニャサーキットを再現した他、スプリントレースも収録。